# Pasiphaea merriami
Pasiphaea merriami is een garnalensoort uit de familie van de Pasiphaeidae. De wetenschappelijke naam van de soort is voor het eerst geldig gepubliceerd in 1931 door Schmitt.